# Котюжинський Володимир Вікторович
Володи́мир Ві́кторович Котюжи́нський (1919—2010) — директор музею народної історії Української сільськогосподарської академії.

## Життєпис
Народився 1919 року в місті Ананьїв, де 1936-го закінчив середню школу. Працював учнем механіка в Ананьївській МТС. 1939 року закінчив вечірній робфак Київського лісотехнічного інституту. Того ж року вступив на факультет механізації сільського господарства Київського сільськогосподарського інституту; за сумісництвом працював на посаді обліковця гаража, лаборантом кафедри марксизму-ленінізму, керуючим справами інституту. Після евакуації інституту в Алма-Ату продовжував там навчання, за сумісництвом працював лаборантом кафедри марксизму-ленінізму.
У березні 1942 року призваний до РА, де навчався до жовтня того року в Харківському військовому училищі, закінчив з присвоєнням звання лейтенанта.
З жовтня 1942 року брав участь у боях на фронтах Другої світової війни. Закінчив війну начальником інженерної та хімічної служби полку, у військовому званні майора. Нагороджений орденами Червоної Зірки, Вітчизняної війни 2 ступеня, Богдана Хмельницького, 16 медалями, у тому числі — «За бойові заслуги», «За взяття Будапешта», «За взяття Відня».
Після демобілізації повернувся до інституту, працював секретарем комсомольської організації. У 1948—1949 роках — завідувач курсів підвищення кваліфікації спеціалістів сільського господарства, надалі — начальник навчальної частини інституту, за сумісництвом — завідувач курсів. Одночасно навчався на заочному відділенні факультету механізації сільського господарства, яке закінчив 1955 року.
За трудову діяльність нагороджений орденом «Знак Пошани». Брав участь у організації 1961 року на базі Голосіївської пасіки навчально-дослідної лабораторії бджільництва — під час передавання пасічного майна від ліквідованого в Голосієві учгоспу (безпосередньо кафедрі спеціальної зоотехнії)[джерело?].
З 1962 по 1985 рік працював проректором з заочної освіти, суміщав з педагогічною роботою — старший викладач кафедри механізації тваринницьких ферм.
Від 1986 року й до виходу в 2002-му на пенсію очолював Народний музей історії УСГА.
Опубліковано збірник «Сільськогосподарська Академія (Національний аграрний університет), 1920—90-і рр.», 2009, автори В. Котюжинський, В. Мойсеєнко, Е. Піскова, Т. Трегубова[джерело?].